# 우르바흐-비테 증후군
우르바흐-비테 증후군(Urbach–Wiethe disease)은 드문 열성 유전 질환으로, 발견 이후 약400건이 보고되었다. 이 사건은 1929년에 에리히 우르바흐(Erich Urbach)와 카밀로 비테 (Camillo Wiethe)에 의해 공식적으로 처음 보고되었다.
이 질병의 증상은 개인마다 크게 다르다고 알려져있다. 이 증후군은 거친 목소리, 병변으로서 피부층 손상 증상을 보이며 따라서 이는 신진대사의 결여와 상처 치유력이 약함에 따라 건조하고 주름진 손상된 피부, 눈꺼풀 주변의 구진 또는 쉽게 손상된 피부를 포함할 수 있다. 이 모든 것은 피부와 점막의 일반적인 생리적 결여의 한 결과이다. 어떤 경우에는 중간 측두엽에 뇌 조직이 경화되어 간질과 신경 정신병 적 이상을 초래할 수 있다. 이 질병은 일반적으로 생명을 위협하지 않으며 환자는 수명이 감소하지 않는것으로 보고된다.

## 편도체
한편 이 병은 편도체에 악영향을 줌으로써 편도체가 제기능을 못하게 되는것으로 알려져있다. 따라서 편도체가 주요하게 관여하는 정서 특히 공포나 불안과 관련된 온전한 정서를 경험하는데 불가능해진다.

## 같이 보기
- 변연계
- 클뤼버-부시 증후군